# Al-Maghtas
al-Maghtas (المغطس, battesimo o immersione in arabo) è un sito archeologico della Giordania, sulla riva orientale del fiume Giordano, ufficialmente noto come Betania oltre il Giordano, sito del Battesimo (al-Maghtas) e appartenente alla lista dei patrimoni dell'umanità dell'UNESCO.
La posizione strategica tra Gerusalemme e la Via Regia è già evidente da quanto riportato dal Libro di Giosuè riguardo agli israeliti che attraversavano il Giordano. Jabal Mar-Elias è tradizionalmente identificato come il luogo dell'assunzione in cielo del profeta Elia. L'area venne completamente abbandonata nel 1967, dopo la guerra dei sei giorni, quando entrambe le rive del Giordano entrarono a far parte della prima linea del fronte e la zona era completamente minata.
Dopo la firma del trattato di pace israelo-giordano del 1994, la zona venne bonificata dalle mine su iniziativa del principe Ghazi bin Muhammad. Il sito è poi stato oggetto di diversi scavi archeologici, di 4 visite papali e di altri capi di stato e attrae turisti e attività di pellegrinaggio. Nel 2015, è stato designato patrimonio dell'umanità dell'UNESCO, esclusa la riva occidentale del fiume. Circa 81.000 persone hanno visitato il sito nel 2016, per la maggior parte europei, statunitensi e arabi. Migliaia di persone visitano il sito il 6 gennaio giorno dell'Epifania.

## Etimologia
Betania, nome condiviso con l'altra città che porta questo nome e ubicata sul monte degli Ulivi, potrebbe derivare da beth-ananiah, in lingua ebraica "casa dei poveri/afflitti".
al-Maghtas è il termine arabo per indicare un sito di battesimo o immersione.

## Ubicazione secondo il Vangelo
Due passaggi del Vangelo secondo Giovanni indicano un luogo "al di là del Giordano" o "attraverso il Giordano": 
Giovanni 1:28: Queste cose si sono svolte a Betania al di là del Giordano, dove Giovanni stava battezzando.
Giovanni 10:40: Egli [Gesù] si ritirò di nuovo al di là del Giordano fino al luogo dove Giovanni aveva battezzato, e rimase lì.
Considerando il punto di vista degli evangelisti, si comprende che non si riferivano alla Betania sul monte degli Ulivi vicino a Gerusalemme, oggi Al-Azariyeh, ma ad altra Betania, nota anche come Bethabara, ubicata sulla riva orientale del Giordano.

## Geografia
al-Maghtas si trova sulla riva orientale del fiume Giordano, a circa 9 km a nord del mar Morto e a 10 km a sud-est di Gerico. L'intero sito, che ricopre un'area di 5,3 km², è costituito da due distinte zone – Tell al-Kharrar, chiamata anche Jabal Mar Elias (collina di Elia) e un'area vicina al fiume (2 km ad est), Zor, dove si trova l'antica chiesa di San Giovanni Battista.
Il sito si trova presso l'antica strada tra Gerusalemme e la Transgiordania, via Gerico, attraverso un guado del fiume Giordano e collegato ad altri siti biblici come Madaba, Monte Nebo e la Via Regia.
Mentre il sito iniziale della venerazione era sul versante orientale del fiume Giordano, si spostò verso il lato occidentale intorno al VI secolo. Il termine al-Maghtas è stato utilizzato storicamente per l'area che si estende su entrambe le sponde del fiume. La parte occidentale, conosciuta anche sotto il nome di Qasr el Yahud, è stata menzionata nella proposta dell'UNESCO, ma finora non è stata dichiarata patrimonio mondiale.
Nel novembre 2015, il sito è diventato visibile su Google Street View.

## Significato religioso

### Attraversamento del Giordano da parte degli ebrei
Secondo la Bibbia ebraica, Giosuè istruì gli israeliti su come attraversare il Giordano seguendo i sacerdoti che trasportavano l'Arca dell'Alleanza attraverso il fiume, bloccando il flusso delle acque (Giosuè 3, Giosuè 3:14–17). Antiche tradizioni identificano al-Maghtas, noto nell'antichità come bet-'abarah o Bethabara, "casa dell'attraversamento" (vedi sulla mappa di Madaba), il luogo dove il popolo d'Israele e poi il profeta Elia, attraversarono il Giordano ed entrarono nella Terra Promessa.

### Profeta Elia
La Bibbia ebraica descrive anche come il profeta Elia, accompagnato dal profeta Eliseo, fermò le acque del fiume Giordano, per passare alla riva orientale, e poi salire in un vortice al cielo. Eliseo, suo successore ed erede, separò nuovamente le acque e attraversò il Giordano (Re II, 2:8–14). Un'antica tradizione ebraica ha identificato il luogo dell'attraversamento con quello usato da Giosuè, quindi con al-Maghtas, e il sito dell'ascensione di Elia con Tell el-Kharrar, noto anche come Jabal Mar Elias, "Collina del profeta Elia".

### Battesimo di Gesù
Giovanni, probabilmente, battezzò in sorgenti e ruscelli poiché il fiume Giordano doveva essere considerato più pericoloso. L'esempio concreto è "Aeno vicino a Salim" in Giovanni 3:23, dove "aeno" sta per sorgente. Vicino ad al-Maghtas c'è un ruscello, Wadi al-Kharrar, affluente del Giordano, che è associato alle opere di Giovanni il Battista.

## Storia archeologica

### Insediamento Pre-Romano
Gli scavi archeologici hanno scoperto antichità che confermano che questo sito era abitato da un piccolo gruppo di agricoltori durante l'età del rame, circa 3500 a.C. Ci sono altri segni di insediamento del periodo ellenistico.

### Periodi Romano e Bizantino
Il sito contiene edifici, come l'ebraico Mikveh, assomiglianti alle pozze del Periodo del Secondo Tempio di Qumran, e poi usate dai cristiani, con grandi pozze per il battesimo, segno di entrambe le usanze.
Probabilmente nel II e III secolo e certamente a partire dal V-VI secolo, vennero costruite delle strutture religiose cristiane a Tell al-Kharrar. Occorre ricordare che nei secoli I-IV dell'era cristiana, il cristianesimo era spesso perseguitato dallo Stato romano e solo dopo divenne, prima tollerato e poi di diritto religione dello Stato romano, chiamato Impero bizantino, diventato aperto al culto cristiano.

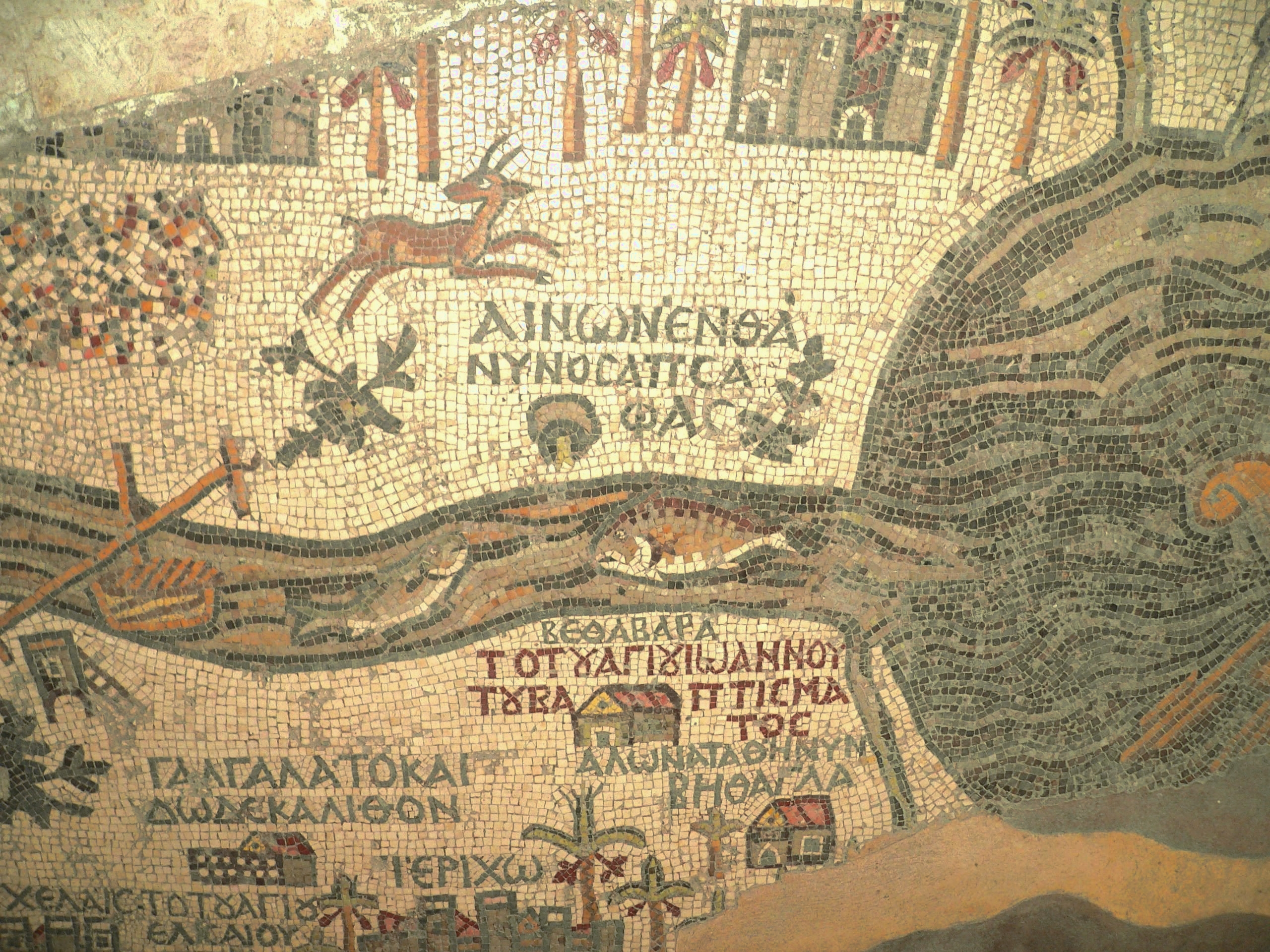
Mappa di Madaba mostrante Bethabara ad est del fiume Giordano.

Gli scavi archeologici hanno anche stabilito che la collina di Tell al-Kharrar, nota come la collina di Elia, è stata venerata come luogo da cui il profeta Elia salì al cielo. Nel V secolo, in commemorazione, fu costruito un monastero bizantino. Gli archeologi lo hanno nominato "Monastero di Rhetorios" da un nome trovato in un'iscrizione di un mosaico bizantino.
L'imperatore bizantino Anastasio I Dicoro eresse, tra il 491 e il 518, una prima chiesa dedicata a San Giovanni Battista sulla riva orientale del Giordano. Tuttavia, a causa di due eventi di inondazione e terremoto la chiesa venne distrutta. Fu ricostruita tre volte, fino a sbriciolarsi, insieme alla cappella costruita su pilastri, durante un grande evento alluvionale del VI o del VII secolo.
I luoghi di pellegrinaggio si sono spostati durante la storia. I principali reperti archeologici cristiani del periodo bizantino e probabilmente anche romano hanno indicato che il sito iniziale di pellegrinaggio era sulla riva orientale, ma all'inizio del VI secolo l'attenzione passò sul lato occidentale più accessibile del fiume.
Durante l'era bizantina fu un popolare centro di pellegrinaggio. La devastazione persiana del 614, le inondazioni del fiume, i terremoti e la penetrazione musulmana posero fine all'attività edilizia bizantina sulla sponda orientale del fiume Giordano, in particolare nell'area di Wadi al-Kharrar.

### Primo periodo musulmano
L'espansione islamica pose fine all'attività edificatoria dei bizantini sulla riva orientale del Giordano, ma molte delle strutture rimasero in uso durante il primo periodo islamico. Con il passare del tempo il culto si svolse proprio di fronte sull'altra riva del fiume a Qasr el-Yahud. Dopo il 670 il luogo commemorativo del battesimo passò sul lato opposto del fiume.

### Mamelucchi e ottomani
Le strutture vennero ricostruite molte volte ma poi completamente abbandonate alla fine del XV secolo.
Nel XIII secolo venne costruito un monastero della Chiesa ortodossa sulle rovine di una precedente chiesa bizantina, ma non si conosce il preciso anno di costruzione. Tuttavia, i pellegrinaggi andarono diminuendo ed il sito era completamente in rovina nel 1484. Dal XV al XIX secolo le visite divennero molto difficili. Una piccola cappella dedicata a santa Maria Egiziaca, una eremita dell'era bizantina, venne costruita nel XIX secolo e distrutta dal terremoto di Gerico del 1927.
Nella prima parte del XX secolo una comunità di contadini occupò l'area della riva orientale del Giordano.

### Riscoperta dopo il 1994 e turismo

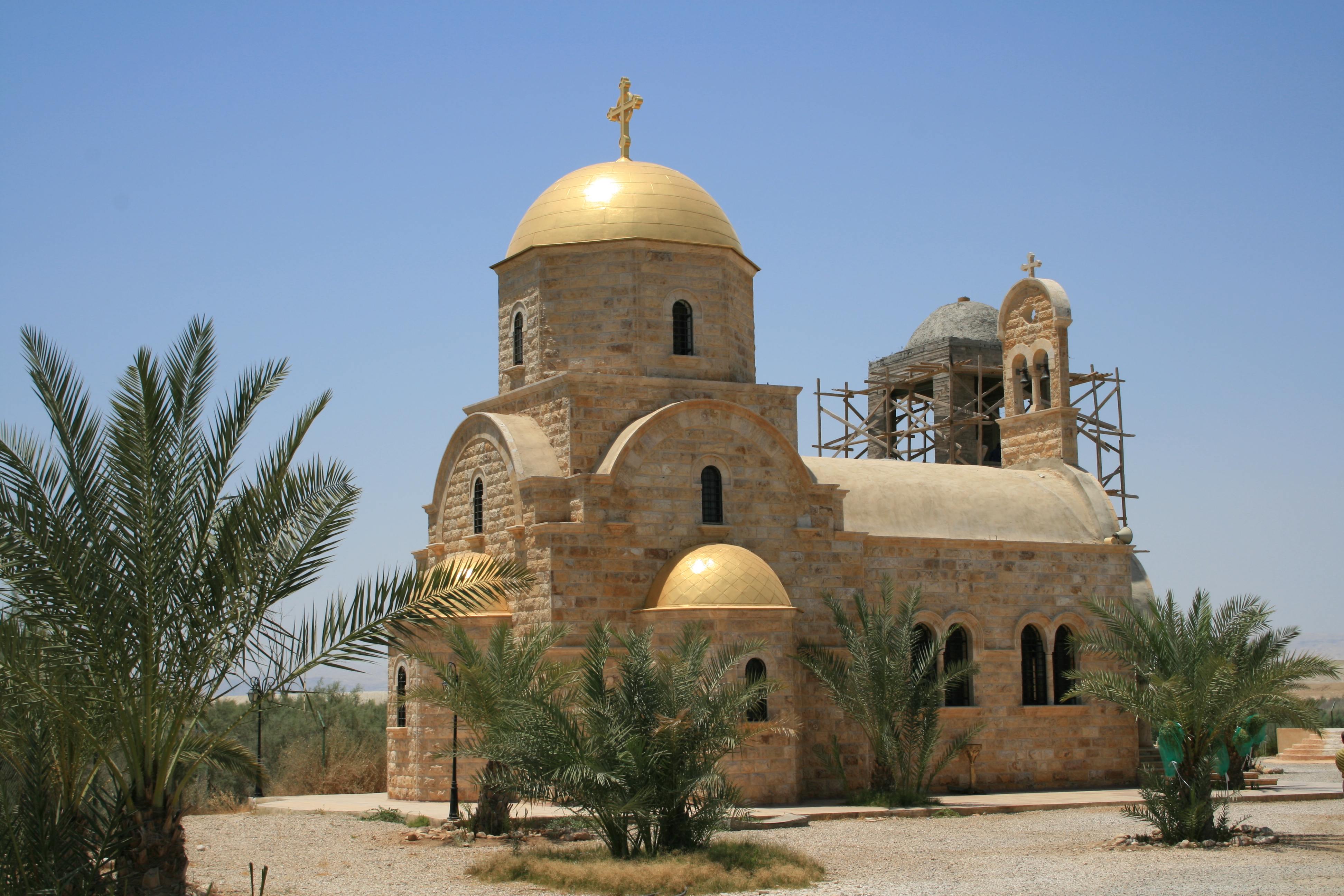
La nuova chiesa ortodossa di san Giovanni Battista.

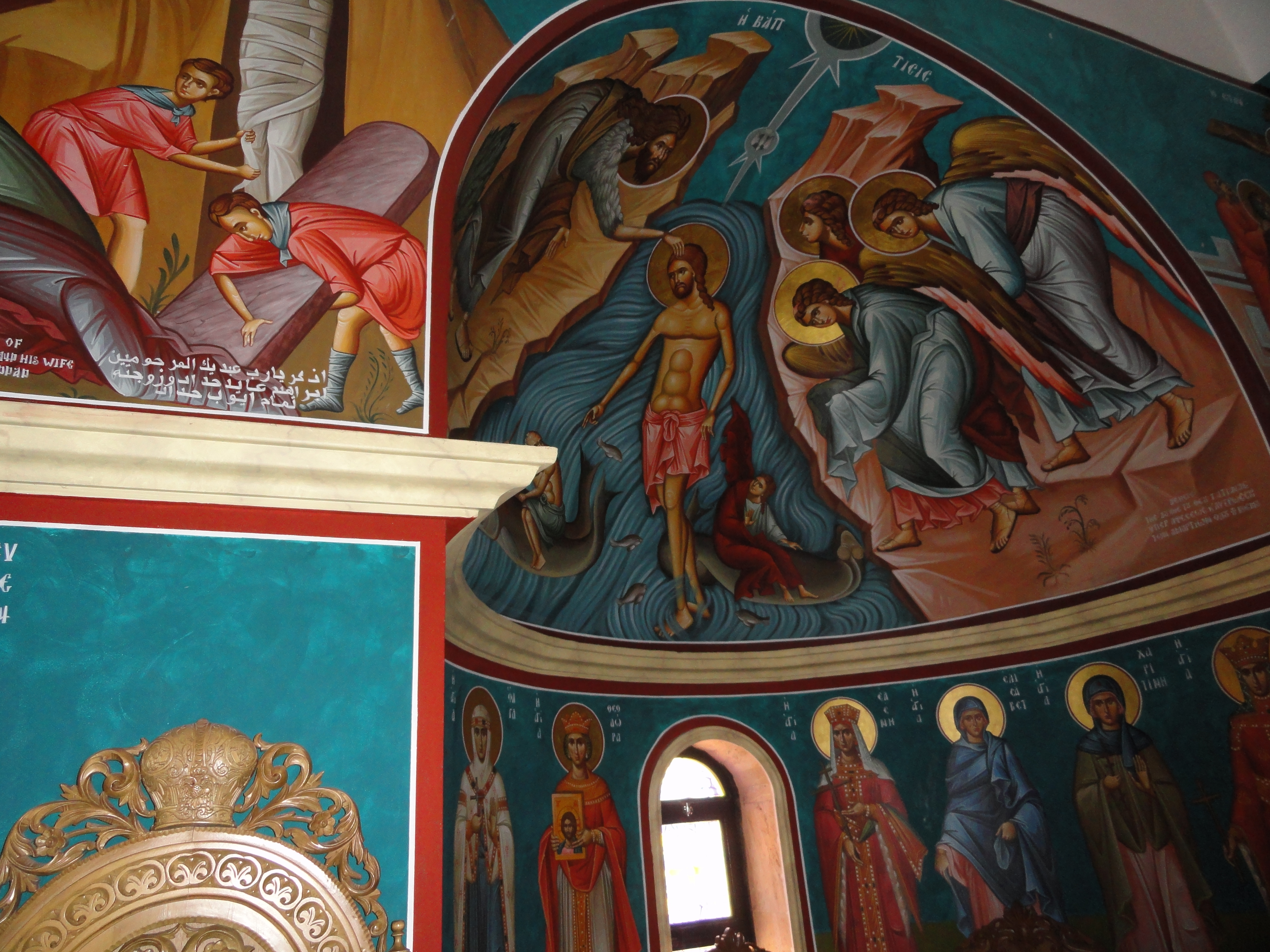
Affresco all'interno della nuova chiesa ortodossa: battesimo di Gesù.

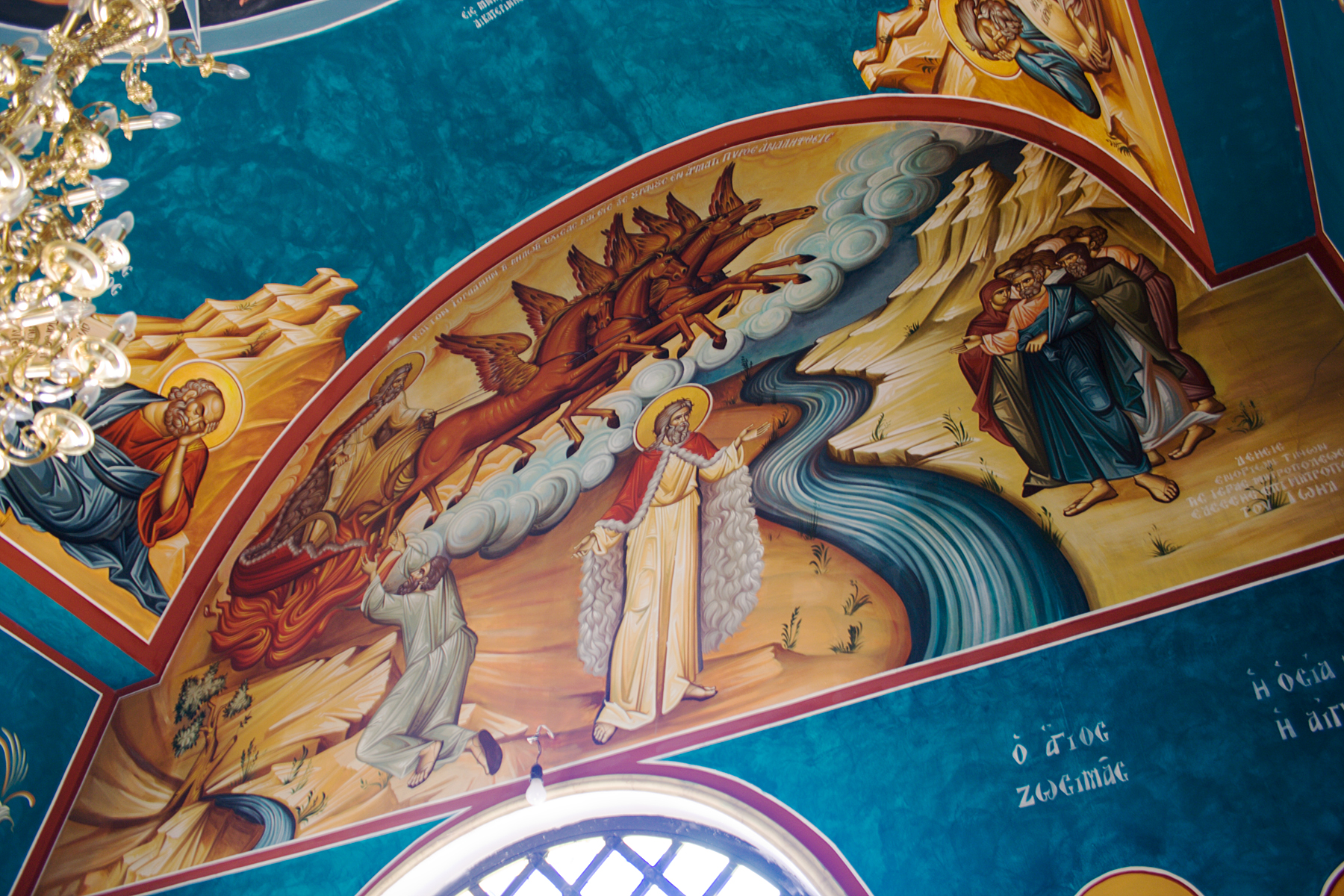
Affresco all'interno della nuova chiesa ortodossa: Elia ascende al cielo.

A seguito della guerra dei sei giorni del 1967, il fiume divenne la linea del cessate il fuoco ed entrambe le rive vennero militarizzate e rimasero inaccessibili ai pellegrini. Dopo il 1982, mentre Qasr el-Yahud rimase in zona vietata, Israele acconsentì al battesimo dei cristiani a Yardenit un sito un po' più a nord. A seguito del trattato di pace israelo-giordano del 1994, venne ripristinato l'accesso al sito di al-Maghtas per interessamento del principe giordano Ghazi bin Muhammad che mostrò interesse per la storia delle religioni, visitò l'area in compagnia di un frate archeologo francescano che lo convinse a far sistemare il sito. Quando trovarono prove di abitazioni del periodo romano, questo fatto fu sufficiente per incoraggiare la bonifica dalle mine e l'ulteriore sviluppo. Subito dopo si svolsero delle campagne di scavi dirette dal Dr. Mohammad Waheeb, che portarono alla riscoperta dell'antico sito nel 1997. Gli anni 1990 segnarono il periodo di scavi archeologici seguiti da misure di conservazione e ripristino durante i primi anni del XXI secolo. La Giordania riaprì il sito di al-Maghtas nel 2002. Successivamente fu la volta della sponda israeliana, nota come Qasr el-Yahud, aperta completamente nel 2011 - mentre la tradizionale celebrazione del giorno dell'Epifania era già iniziata nel 1985, ma sotto controllo militare. Nel 2007, venne realizzato un documentario sul sito intitolato The Baptism of Jesus Christ – Uncovering Bethany Beyond the Jordan.
Il lato occidentale attrae maggior interesse turistico rispetto alla sua controparte giordana, mezzo milione di visitatori rispetto alle decine di migliaia sul lato giordano. Altre stime parlano di 300 000 visitatori sulla parte occupata da Israele nel lato palestinese e 100.000 in quello giordano. Per fare un esempio, Yardenit ha più di 400 000 visitatori l'anno.
Nel 2000, Giovanni Paolo II fu il primo papa a visitare il sito. Seguirono poi diverse altre visite papali e di capi di stato. Nel 2002 i cristiani hanno commemorato il battesimo di Cristo sul luogo per la prima volta dalla sua riscoperta. Da allora, migliaia di pellegrini cristiani, provenienti da tutto il mondo, annualmente hanno passato l'Epifania a Betania oltre il Giordano. Ancora nel 2002, il sito del battesimo è stato aperto al flusso turistico durante tutto l'anno. Nel 2015, l'UNESCO ha dichiarato al-Maghtas, sul lato orientale del fiume Giordano, patrimonio dell'umanità, mentre Qasr el-Yahud è rimasta fuori.

## Consistenza
Gli scavi archeologici del sito, realizzati negli anni 1990, hanno rivelato edifici religiosi di epoca romana e bizantina che comprendono "chiese e cappelle, un monastero, grotte usate da eremiti e pozze d'acqua per il battesimo". Gli scavi vennero finanziati da diverse nazioni come Stati Uniti d'America e Finlandia, e dal German Protestant Institute.

### Tell el-Kharrar o collina di Elia e pozza battesimale
Gli scavi hanno portato alla scoperta di tre chiese, tre piscine battesimali, un pozzo circolare e un complesso esterno che circonda la collina. L'acqua proveniente da sorgenti veniva trasportata nei luoghi di battesimo attraverso tubi ceramici; queste strutture sono ancora disponibili.

### Area rivierasca (Zor)
Nell'area Zor del sito, sono stati rinvenuti reperti di una chiesa con una sala colonnata, una basilica chiamata Chiesa di San Giovanni Battista, la Basilica inferiore con pavimenti in marmo con disegni geometrici. Sono esposti anche, nella Basilica Superiore, i gradini in marmo, le quattro colonne della Cappella del Mantello, la Cappella Piccola, la cappella di Santa Maria Egiziaca e una grande piscina. La scalinata di gradini in marmo fu costruita nel 570 e 22 gradini sono in marmo nero. La scala conduce alla Basilica Superiore e ad una piscina battesimale. Questa piscina aveva una volta sostenuta da quattro colonne sopra la Cappella del Mantello.

### Eremo
Le colline del Quattara hanno rivelato una serie di grotte di monaci, conosciute anche come celle eritiche, che si trovano a 300 metri dal fiume Giordano. Quando le grotte erano in uso, l'accesso avveniva attraversato una corda o tramite scale o scalette dai lati occidentali e sud-occidentali, ma nessuna di queste si trova adesso. Ognuna di queste grotte risulta scolpita con una nicchia semicircolare sulla parete orientale. La grotta ha due camere, una per la preghiera e un altro spazio per il soggiorno dei monaci.

### Tombe
Le tombe ritrovate dentro e fuori le chiese si ritiene siano dei monaci delle chiese. Queste tombe sono del periodo bizantino e dei primi tempi islamici (V-VII secolo). Il ritrovamento di monete e ceramiche sul sito sono prove epigrafiche della storia del sito.

## Autenticità
Il lato giordano, orientale, della zona battesimale tradizionale di al-Maghtas, è stato accettato dalla maggior parte dei cristiani come luogo autentico del battesimo di Gesù. Il sito web ufficiale del sito del Battesimo mostra 13 testimonianze di autenticazione da parte di rappresentanti delle principali denominazioni internazionali.

## UNESCO
Nel 1994, l'UNESCO finanziò degli scavi archeologici nell'area. All'inizio l'UNESCO inserì il sito nella lista dei tentativi il 18 giugno 2001 mentre una nuova richiesta venne presentata il 27 gennaio 2014. L'ICOMOS valutò il rapporto presentato dalla Giordania dal 21 al 25 settembre 2014. I reperti sono strettamente associati alla commemorazione del battesimo. A seguito di questa valutazione, il sito è stato iscritto dall'UNESCO come patrimonio mondiale dell'umanità sotto il titolo "Betania oltre il Giordano (al-Maghtas)", come proprietà culturale ai sensi dei criteri dell'UNESCO (iii) e (vi). L'agenzia turistica palestinese deplora la decisione dell'UNESCO di lasciare fuori il sito battesimale occidentale. Durante i negoziati dell'elenco dell'UNESCO, la proposta originale all'UNESCO ha dichiarato la volontà di espandere il sito in futuro in collaborazione con "il paese limitrofo".

## Gestione del sito
Il sito è gestito dalla Baptism Site Commission, una fondazione indipendente creata da re Abd Allah II di Giordania. Nel 2017, la Commissione ha dichiarato che 81.000 persone hanno visitato il sito nel 2016, con un aumento del 23% sul 2015, per la maggior parte di provenienza europea, statunitense e araba.